# Đinh Văn Bồng
Nguyễn Văn Bồng (tháng 7 năm 1946 – 4 tháng 1 năm 2021) là một sĩ quan cao cấp của Quân đội nhân dân Việt Nam, hàm Thiếu tướng, nguyên Giám đốc Học viện Phòng không - Không quân.

## Tiểu sử
Nguyễn Văn Bồng sinh năm 1946 tại xã Hồng Định, huyện Quảng Uyên, tỉnh Cao Bằng. Ông nhập ngũ vào ngày 25 tháng 11 năm 1965 và tham gia khóa bay Quân chủng Phòng không Không quân. Tháng 9 năm sau, ông được cử đi học lái máy bay tại Trường Không quân Liên Xô. Sau khi về nước, ông được kết nạp vào Đảng Cộng sản Việt Nam vào ngày 1 tháng 6 năm 1969 và trở thành sĩ quan lái máy bay của Đại đội 8 thuộc Trung đoàn Không quân 923, Sư đoàn 371 vào tháng 10 cùng năm. Tháng 10 năm 1972, ông chuyển sang lái máy bay loại MIC-21 tại Trung đoàn 921 thuộc Sư đoàn 371. Một năm sau, ông được thăng làm Phó Đại đội trưởng Đại đội 3 của Trung đoàn 921.
Tháng 5 năm 1975, ông được điều sang Trung đoàn 935 thuộc Sư đoàn 372, đảm nhiệm Chính trị viên bay F5, Bí thư chi bộ Đại đội 1 và được thăng làm Phó Trung đoàn trưởng của Trung đoàn này vào tháng 2 năm 1978. Tháng 9 năm 1978, ông tiếp tục được cử đi học tại Học viện Không quân Gagarin ở Liên Xô. Sau khi về nước thì ông trở thành Trung đoàn trưởng của Trung đoàn 927 thuộc Sư đoàn 371 vào tháng 7 năm 1982. Ông lần lượt được thăng làm Phó Sư đoàn trưởng và Sư đoàn trưởng của Sư đoàn 370 vào tháng 6 năm 1987 và tháng 3 năm 1991.
Tháng 6 năm 1995, ông được bổ nhiệm làm Giám đốc Học viện Phòng không - Không quân. Và đến tháng 2 năm 2002 thì ông được thăng quân hàm Thiếu tướng. Ông về hưu theo chế độ vào tháng 3 năm 2007. Ngày 4 tháng 1 năm 2021, ông qua đời tại Bệnh viện Quân y 175, thọ 75 tuổi.

## Khen thưởng
- Huân chương Chiến công (hạng Nhất, Nhì)
- Huân chương Kháng chiến chống Mỹ hạng Nhất
- Huân chương Chiến sĩ vẻ vang (hạng Nhất, Nhì, Ba)
- Huy chương Quân kỳ Quyết thắng
- Huân chương Quân công hạng Ba.[6][7][8]